# Château de La Motte-Saint-Jean
Le château de La Motte-Saint-Jean est situé sur la commune de La Motte-Saint-Jean en Saône-et-Loire, sur une avancée de la colline qui domine le confluent de la Loire et de l'Arroux.

## Description
Le château disparu de Jean de Coligny-Saligny comportait un corps central flanqué de deux pavillons, eux-mêmes précédés au nord de deux petits pavillons de même élévation que le corps central. Seule subsiste la terrasse de 95 mètres sur 80 mètres, précédée vers le nord d'une demi-lune large de quarante mètres. Sous la partie sud-est, se trouve la glacière, salle voûtée de 25 mètres sur 9 mètres.
Les habitations des propriétaires sont situées à l'ouest de la terrasse, en contrebas de celle-ci, à l'emplacement des communs qui figurent sur une gravure du XVIIIe siècle.
Le château est une propriété privée et ne se visite pas.

## Historique

Armes des Coligny-Saligny
Armes des Cossé-Brissac

Le château du mont Saint Jean est mentionné dans les Annales de Flodoard. En 924, le château qui gardait l'Arroux, fut repris par Rodolphe de Bourgogne, qui avait sa capitale à Autun, à un certain Régnier qui l'abandonna.
- 1065 : Thibaud de Chalon possède, en ce lieu, une vaste enceinte fortifiée
- 1222 : Guillaume, seigneur de Morillon et de la Motte-Saint-Jean se dit vassal du seigneur de Bourbon-Lancy
- 1274 : Jean, damoiseau, qui succède au précédent, achète des terres à La Motte-Saint-Jean
- fin XIIIe siècle : Guillaume, fils du précédent, lui succède
- première moitié du XIVe siècle : Jean, seigneur de la Motte-Saint-Jean, frère du précédent, lui succède
- 1360 : sa fille, Catherine de la Motte-Saint-Jean épouse Jean de Saligny, seigneur de Randan ; le fief entre dans les possessions de la famille de Saligny
- 1380 : Jean de Saligny, seigneur de la Motte-Saint-Jean, dit Lourdin de Saligny, fils des précédents, conseiller, connétable des royaumes de Naples et de Sicile, leur succède
- 1437 : la fille du précédent, Catherine, dame de la Motte-Saint-Jean, épouse Guillaume de Coligny-le-Vieil, seigneur d'Andelot

Famille de Coligny-Saligny:
- - vers 1450 : le fils des précédents, Jacques Lourdin, seigneur de Saligny et de la Motte-Saint-Jean leur succède
  - 1510 : à la mort du précédent, son fils, Renaud Lourdin de Coligny, seigneur de Saligny et de la Motte-Saint-Jean, lui succède
  - 1547 : Marc Lourdin de Coligny, baron de la Motte-Saint-Jean, fils du précédent, lui succède
  - 1597 : Gaspard de Coligny, baron de la Motte-Saint-Jean, fils du précédent, lui succède
  - 1676 : un descendant des précédents, Jean de Coligny-Saligny, comte de Saligny, seigneur de la Motte-Saint-Jean, exilé sur ses terres pour avoir pris une part active à la Fronde, met à profit sa retraite pour raser la forteresse et édifier un nouveau château
- fin de l'Ancien Régime : le domaine est propriété du duc de Cossé-Brissac
- 1836 : les bâtiments sont rasés